# Phaonia mimoaureola
Phaonia mimoaureola är en tvåvingeart som beskrevs av Ma, Ge och Li 1992. Phaonia mimoaureola ingår i släktet Phaonia och familjen husflugor.
Artens utbredningsområde är Henan (Kina). Inga underarter finns listade i Catalogue of Life.